# Alexandre Émeric de Durfort-Civrac
Pour les articles homonymes, voir Durfort et Civrac.
Alexandre Émeric (ou Alexandre Emmanuel) de Durfort, marquis de Civrac (Paris, 6 février 1770 – Beaupréau ou au château de Brangues,, (Isère), 16 septembre 1835), est un militaire et homme politique français.

## Biographie
Alexandre Émeric (ou Alexandre Emmanuel) de Durfort était le fils cadet de Jean-Laurent, marquis de Durfort-Civrac, depuis duc de Lorges, un des chefs de l'émigration. Le marquis Alexandre-Emmanuel, lieutenant d'artillerie en 1789, apprit le métier des armes à l'armée des princes.
Chevalier de Saint-Louis, il fut, le 20 avril 1814, nommé colonel de la « légion de Maine-et-Loire » (24e régiment d'infanterie).
Il était maréchal de camp, quand il présida, en 1820 et en 1823, le collège électoral du 3e arrondissement de Maine-et-Loire (Beaupreau). Le 25 février 1824, il fut élu député dans ce collège, par 154 voix sur 225 votants et 250 inscrits, contre 70 voix données à M. Ternaux[Lequel ?].
Il se montra à la Chambre un des partisans les plus fermes et les plus silencieux de M. de Villèle, fut élevé à la pairie le 5 novembre 1827, et joua au Luxembourg un rôle aussi effacé qu'au Palais Bourbon.
À la révolution de Juillet 1830, il fit partie des pairs nommés par Charles X dont la nomination fut annulée par le nouveau gouvernement.

## Ascendance et postérité
Alexandre Émeric de Durfort-Civrac de Lorge était le fils cadet de Jean-Laurent de Durfort-Civrac (1746-1826), duc de Lorges et d'Adélaïde Philippine de Durfort de Lorges (1744-1819).
- Il épousa, le 20 septembre 1802 à Beaupréau[3], Françoise Honorine (14 avril 1776 - Château de Beaupréau (Maine-et-Loire), 25 juillet 1851), fille de Nicolas-Jules de La Tour d'Auvergne (vers 1720-1790), comte d'Apchier et d'Elisabeth Louise Adélaïde de Scépeaux, dont il eut :
  - Marie Françoise Laurence (1803 - Paris, 5 mai 1885), mariée, le 12 juin 1826 avec Emmanuel Victor Pourroy de L'Aubérivière (1775-1852), comte de Quinsonas, maréchal de camp, député de l'Isère (1824-1827), chevalier de la Légion d'honneur, chevalier de Saint-Louis, dont postérité ;
  - Emeric (1805 - Château de Beaupréau (Maine-et-Loire), 18 septembre 1875), 2e marquis de Civrac, marié le 22 novembre 1836, avec Marie Charlotte Similienne (1817-1897), fille de Claude Louis Gabriel Donatien, comte de Sesmaisons (1781-1842), maréchal de camp, gentilhomme de la chambre, pair de France, grand d'Espagne, sans postérité ;
  - Henri Louis Marie (1812-1884), 3e marquis de Civrac, député de Maine-et-Loire, marié le 17 mai 1853 avec Gabrielle de La Myre (?-1882), dont :
    - Postérité ;

  - Élisabeth (?-15 décembre 1881) ;
  - Henriette (?-19 février 1881), mariée avec Antoine Léon Paul Le Clerc de Juigné (1812-1863), sans postérité.

## Distinctions

### Titres
- Marquis de Civrac[2]
- Pair de France[7] :
  - 5 novembre 1827 - juillet 1830 ;
  - Baron et pair (lettres patentes du 11 décembre 1829[7]) ;

### Décorations
| Chevalier de la Légion d'honneur | Chevalier de Saint-Louis |

- Chevalier de la Légion d'honneur[2],
- Chevalier de Saint-Louis (1814)[3] ;

## Armoiries
Armes de cette brancheÉcartelé, aux 1 et 4 d'argent, à la bande d'azur ; aux 2 et 3 de gueules, au lion d'argent ; au lambel de gueules brochant sur les deux premiers cantons,.
- Supports : deux anges[9].

Cette branche ne porte le lambel que depuis 1775, époque à laquelle elle est devenue seconde branche de Lorges. Avant cette époque, elle portait, comme la branche de Duras, sans brisure,.